# بيل كار

وليام ("بيل") آرثر كار (بالإنجليزية: Bill Carr)‏ (24 أكتوبر 1909 - 14 يناير 1966) كان رياضي أمريكي وبطل الأولمبياد لمرتين في عام 1932.

## روابط خارجية
- بيل كار على موقع الاتحاد الأمريكي لسباقات المضمار والميدان (الإنجليزية)
- بيل كار على موقع الاتحاد الأمريكي لسباقات المضمار والميدان، قاعة المشاهير (الإنجليزية)
- بيل كار على موقع اللجنة الأولمبية الدولية (الإنجليزية)
- بيل كار على موقع أوليمبيديا (الإنجليزية)